# パトリシオ・ペレス
パトリシオ・パブロ・ペレス（Patricio Pablo Pérez, 1985年6月2日 - ）は、アルゼンチン・ブエノスアイレス州シウダデラ出身の元サッカー選手。現役時代のポジションはミッドフィールダー。

## 経歴

### クラブ

#### 初期の経歴
2002年にCAベレス・サルスフィエルドでデビューした。2005年、メキシコのクラブ・レオンに移籍するも、7試合に出場しただけですぐに帰国することとなった。その後もエベルトンなどへのレンタル移籍を重ね、デフェンサ・イ・フスティシアへ移籍した。

#### セントラルコースト・マリナーズFC
2010年、Aリーグのセントラルコースト・マリナーズFCへ2年契約で移籍した。メルボルン・ビクトリーFCとのプレシーズンマッチで初お目見えし、8月28日のシドニーFCとの一戦で公式戦デビューとなった。この試合でPKを獲得し相手キーパーのリアム・レディを退場に追い込んだが、後にこのプレーはシミュレーションとされ、FAAによって2試合の出場停止処分を受けた (レディの退場も取り消しとなった)。
2011年3月23日、ホームシックにより契約を1年残してチームを退団することがチーム、選手の双方から発表された。

## タイトル

### クラブ
ベレス・サルスフィエルド
- プリメーラ・ディビシオン : 2004-05C

### 代表
U-20アルゼンチン代表
- FIFAワールドユース選手権 : 2005